# Italia española

Italia en 1494, antes de las campañas del Gran Capitán.

La Italia española es una denominación de uso historiográfico para designar al conjunto de territorios italianos dependientes de la Monarquía Hispánica (siglos XVI, XVII y XVIII). Estos fueron, en uno u otro momento, 
los reinos de Cerdeña, Nápoles y Sicilia, más el Ducado de Milán, el Marquesado de Finale, el Principado de Piombino y los Presidios de Toscana. La presencia u ocupación militar de facto de algunas otras zonas (como los Estados Pontificios durante el saco de Roma en 1527 o la de la Valtelina entre 1620 y 1639) no se suelen considerar como suficientes para la inclusión de tales territorios en tal conjunto.
Empero, en 1817 se entregó el Ducado de Lucca como infantado a María Luisa de Borbón, hija de Carlos IV de España, heredándoselo ella al morir a Carlos II de Parma, su hijo, nacido en Palacio Real de Madrid, quien lo gobernó hasta 1847.

## Vinculación institucional
Los territorios de la Italia española institucionalmente eran independientes entre sí, y cada uno de ellos era gobernado por un virrey o figura semejante que ejercía su poder por delegación del rey en cuanto duque de Milán o rey de Nápoles en cada caso; y manteniendo su propia legislación, fiscalidad y demás particularidades. Pero sí que eran administrados centralizadamente mediante el Consejo de Italia, residente en la Corte allí donde estuviera ésta (fija a partir de la capitalidad de Madrid). También hay que tener en cuenta las limitaciones que términos como centralización o el mismo ejercicio del poder político tienen en el contexto de una monarquía autoritaria que no se conformó como monarquía absoluta hasta el siglo XVIII, justamente tras la separación política de los reinos italianos de la monarquía española.
Se considera que Italia constituía en el «sistema imperial español» un subsistema con entidad propia, como lo fueran Portugal y sus colonias, la Corona de Aragón o la «Monarquía Indiana».
Cerdeña, en cambio, siempre estuvo bajo el Consejo de Aragón hasta la cesión  de la isla en el siglo XVIII.

## Vinculación política y militar
La primera vinculación de un reino hispánico con Italia es la de la Corona de Aragón a partir de las Vísperas sicilianas (1282), que continuó la expansión aragonesa por el Mediterráneo, iniciada con la conquista de Valencia y Baleares y por la Italia del Sur (y que continuó por los Balcanes -expedición de los almogávares, Ducados de Atenas y Neopatria). Los reinos italianos de la Corona de Aragón (al igual que los de la península ibérica o del norte de los Pirineos) fueron otorgados en varias ocasiones a un heredero u otro de la Corona, produciéndose divisiones y reunificaciones de carácter hereditario en la persona de los distintos reyes de la Casa de Aragón. 
Para el tiempo de la unión de la Corona de Aragón con la Corona de Castilla, el Rey de Aragón era soberano de Sicilia y Cerdeña, mientras que el Rey de Nápoles, también miembro de la Casa de Aragón, era un soberano independiente de la Corona. Las campañas militares dirigidas por Gonzalo Fernández de Córdoba (el Gran Capitán) tras la guerra de Granada (1492) para Fernando el Católico (rey de Aragón por derecho propio y de Castilla como consorte de Isabel la Católica) afianzaron el dominio aragonés en la Italia del Sur frente a la influencia francesa en la Italia del Norte, y resultaron en la reconquista de Nápoles para la Corona de Aragón y su integración al creciente poder de la Monarquía Hispánica.

La península itálica en 1600.

El reinado de Carlos I de España y V de Alemania significó una reactivación de las guerras de Italia, sustanciándose en la consecución de una decisiva presencia en la Italia del Norte con la conquista del Ducado de Milán (batalla de Pavía, 1525), anteriormente ocupado por Francia. Las alianzas estables con la República de Génova (desde el cambio de bando de Andrea Doria, 1528), los ducados de Saboya (Casa de Saboya, cuyo territorio estuvo ocupado mucho tiempo por los franceses hasta que fue restaurado por la contribución del Duque de Saboya al bando español), Módena (Casa de Este) y Toscana (desde la reposición de los Médicis, 1531) y el mantenimiento de relaciones cambiantes con el Papado y la República de Venecia (que llegaron a aliarse en momentos clave, como la batalla de Lepanto, 1571) caracterizaron las relaciones internacionales durante el largo periodo siguiente, después de que los territorios italianos correspondieron a Felipe II por las abdicaciones de Bruselas, con lo que Italia fue gobernada por los Habsburgo de Madrid.
La guerra de Sucesión (desde 1700) y los Tratados de Utrecht y Rastadt (1713-14) privaron a Felipe V (primer rey de España de la dinastía Borbón francesa) de los territorios italianos en beneficio de los Habsburgo de Viena, de modo que puede decirse que la «Italia española» desapareció en 1713. No obstante, y a diferencia del desentendimiento total con el que se renunció a cualquier presencia en los antiguos Países Bajos Españoles, durante el reinado de Felipe V se desarrolló una intensa actividad diplomática y militar con la que se consiguió la recuperación de una significativa presencia española en Italia. Colocó a varios de sus hijos (los habidos con su segunda esposa, aunque ambas provenían de casas reales italianas —Saboya y Parma—) como soberanos independientes en diferentes territorios, como el ducado de Parma y sobre todo el reino de Nápoles (para el futuro Carlos III de España, en italiano conocido como Carlo terzo y cuyo reinado significó un momento económico, social y culturalmente brillante de ese reino —la Ilustración napolitana—); pero manteniendo la separación estricta, de modo que nunca la misma persona reinó sobre España y Nápoles (Carlos tuvo que renunciar al trono de Nápoles para heredar el de España).

Italia en 1796, antes de las campañas de Napoleón.

Las guerras napoleónicas significaron el desalojo de los borbones de Italia, en beneficio del hermano del propio Napoleón: José Bonaparte (1806), que posteriormente también cedió ese trono para pasar al de España (1808). La Restauración (1814) repuso a los borbones de ambas ramas en sus tronos, pero la debilidad de la Monarquía española, junto a los graves problemas internos del reinado de Fernando VII de España, era tal que, después de la destructiva Guerra de Independencia, no se concebía la posibilidad de que el trono español influyera en el italiano. Lo que sí hubo fue una influencia ideológica en el ámbito revolucionario: el ejemplo del trienio liberal español impulsó las revoluciones de 1820 en Italia, donde incluso se consideró como modelo el texto de la Constitución española de 1812. Con el tiempo, la unificación italiana, supuso el fin de los borbones en Italia (expedición de los camisas rojas de Garibaldi, 1860).

## Contestación interna
La revuelta de Masaniello o revuelta antiespañola de Nápoles (1647-1648, coincidente con la coyuntura crítica denominada crisis de 1640 que estuvo a punto de destruir a la Monarquía Hispánica) fue el mayor desafío interno a la dominación española, que tuvo eco en Sicilia. Años después se repitió una revuelta antiespañola en la ciudad de Mesina (1674-1678). También hubo en Nápoles cierta contestación intelectual a la presencia española, como la conspiraciones calabresas del economista Antonio Serra (1613) y el filósofo Tommaso Campanella (1599), que aprovecharon sus respectivas estancias en la cárcel para elaborar sus escritos (el Breve trattato delle cause che possono far abbondare li regni d’oro e d’argento dove non sono miniere -"Breve tratado de las causas que pueden hacer abundar el oro y la plata en los reinos que no tienen minas"- y la utopía Civitas Solis -Cittá del sole, "La ciudad del sol"-). Desde el siglo XVI, la conformación de un estereotipo nacional español muy negativo dio origen, junto con otras aportaciones de propaganda antiespañola del norte de Europa y de la propia España, a la denominada leyenda negra.

## Vinculación económica, social, demográfica y cultural
Durante el largo periodo (tres siglos) de vinculación política entre España e Italia se produjeron activos intercambios económicos (comerciales y financieros, en los que las ciudades del norte de Italia continuaron una tradición que se remontaba a la Baja Edad Media, desde la que la presencia de colonias italianas en las plazas comerciales españolas era muy importante) sociales, demográficos (emigración de españoles a Italia y de italianos a España) y culturales.
Los artísticos quedaron ejemplificados en pintores como José de Ribera el Españoleto (valenciano que trabajó en Nápoles), Diego Velázquez (encargado de misiones diplomático-artísticas para Felipe IV, como también hizo el flamenco Rubens); y en el sentido contrario los escultores Leone Leoni y Pompeo Leoni, los pintores Tiépolo o Lucas Jordán (motejado Luca fa presto por su rapidez en los encargos), los músicos Domenico Scarlatti, Farinelli y Luigi Boccherini y el arquitecto Francesco Sabatini. El cretense Domenico Teotocopuli (el Greco) y el centroeuropeo Anton Rafael Mengs también hicieron el fructífero trayecto vital y artístico que llevaba de Italia a España.
Los religiosos quedaron determinados por la común adhesión a la Contrarreforma católica. Paradójicamente, la hegemonía española en Italia no se tradujo en la elección de papas españoles (los Borgia lo habían sido en el periodo inmediatamente anterior, el final del siglo XV); aunque era obvio que se intervenía de forma calculada en la sucesión papal, que recaía en las familias tradicionales de la aristocracia romana (con la excepción del flamenco Adriano VI -Adriano de Utrecht-, preceptor de Carlos V y uno de los inspiradores de su idea de Imperio).
La presencia militar española en Italia ha quedado inmortalizada con la biografía real de dos de los genios de la literatura española del Siglo de Oro: las peripecias juveniles de Miguel de Cervantes o el espionaje de Quevedo durante la Conjuración de Venecia (1618); así como en mitos como el de Don Juan Tenorio. Más recientemente se han producido reconstrucciones literarias propias de la novela histórica, como las aventuras del Capitán Alatriste.
Entre los literatos italianos, la utilización de la figura de los gobernantes españoles se ha dado en obras como Los Novios de Manzoni.